# Aloe pole-evansii
Aloe pole-evansii é uma espécie de liliopsida do gênero Aloe, pertencente à família Asphodelaceae.